# 豆菜麵
豆菜麵是一種臺灣麵食，盛行於臺南市北部，分布範圍大致位於八掌溪與曾文溪流域，包括大內、六甲、下營、新營、柳營、白河等嘉南平原中心的六個區。
除了上述區域，鄰近的東山、後壁、官田等地也可吃到豆菜麵，以碗粿著稱的麻豆、位於牛肉湯地帶的善化、甚至雲林西螺等地亦有分布，但重要性不及核心地區
。近年來，隨著經濟發展、交通發達，豆菜麵擴散到全臺各地，若細查其來源，多來自上述之核心地區。
豆菜麵在盛行地域是非常普遍的食物。清明時節豆菜麵消耗量特別大，業者必須準備上千斤的麵條以應付市場所需。當地有廟會等重大活動時，也常以豆菜麵為主食。

## 歷史

### 背景
豆菜麵的歷史起源難以考據。不同於臺南府城的擔仔麵，豆菜麵沒有老一輩認為較高檔的肉臊、蝦子、貢丸等配料，相較之下顯得簡單而清爽，主要成分黃麵（非油麵）是澱粉，顯然以果腹為主，吃飽是主要考量。
據台南大學台灣文化研究所黃世祝教授推測，早期食材取得不易，需要可久置、易料理、價格低的食品，豆菜麵可能便應需求而生。先民以簡單的麵條煮熟放涼，加上同樣煮熟放冷的豆菜，再淋上醬油，組成豆菜麵。它的分布核心區域正是過去的「草地所在」（Tsháu-tē sóo-tsāi，形容鄉下地方）。

### 各地發軔
關於豆菜麵的起源，在不同地區各有說法：

#### 白河豆菜麵
現今主要經營者輾轉已歷三代以上，前後有過好幾個不同店家，根據1920年代出生的耆老表示，幼時「店仔口街」即有人販售豆菜麵，以此推測，白河豆菜麵的經營可能始自清末，至遲日治時期已有，目前在市場內經營的「吳家」口碑深受肯定，早上的山產市場轉角處，天主教堂對面也有一家，風味甚佳。

#### 新營豆菜麵
1951年，蔡菊花女士為了養家餬口，以豆菜麵做為麵擔生意，在新營區民治路上沿街叫賣，後來接受顧客建議，改成定點販賣，日積月累，豆菜麵在街坊傳開口碑。1984年，蔡菊花將生意傳給第二代張正忠經營，定名為阿忠豆菜麵。
上述說法並不為市場內的豆菜麵業者認同，認為是商業宣傳，新營人普遍認為延平市場內的兩家豆菜麵才是新營正港豆菜麵。

#### 六甲豆菜麵
源自六甲區「顏寅木」先生。

#### 下營豆菜麵
「阿太豆菜麵」祖傳四代，有八十多年的歷史。

## 料理

### 基本配置
豆菜麵的主要材料為麵條、豆芽菜、蒜味醬油。
- 麵條是傳統臺式黃麵，類似油麵但較扁較薄，口感彈牙柔軟，與一般圓粗偏硬的油麵不同，具有其獨特風味，通常是水煮，然後以常溫冷卻。
- 豆菜（tāu-tshài），華語稱為豆芽菜，通常使用綠豆芽，煮熟放涼，再加入麵中。
- 醬油必須加入蒜頭熬製，食用前淋到麵與豆菜上。

### 搭配
豆菜麵攤通常不賣小菜，但會販售配湯。
白河、新營、義竹的豆菜麵搭配肉羹販售，有的店家會直接將麵與羹加在一起，成為麵羹（mī-kenn，肉羹麵）。
六甲的店家以豆醬湯搭配豆菜麵。豆醬湯風味與味噌湯略有不同，建議拌入已淋上大蒜醬油的豆菜麵，攪拌均勻後，可凸顯香氣、刺激味蕾。六甲後來發展出配有荷包蛋的豆菜麵，部分店家也用味噌湯取代豆醬湯。
下營鄉「阿太豆菜麵」的手工豆菜麵使用西螺蔭油，搭配特調味噌湯。